# Francesco Tavano
Francesco Tavano (Caserta, 2 marzo 1979) è un allenatore di calcio ed ex calciatore italiano, di ruolo attaccante, collaboratore tecnico dell'Empoli Under-18.

## Caratteristiche tecniche

### Giocatore
Soprannominato Ciccio, era un attaccante rapido, in grado di agire da seconda punta, trequartista o prima punta. Era inoltre un ottimo rigorista.

## Carriera

### Giocatore

#### Club
Muove i suoi primi passi nelle giovanili del Real San Prisco, prima di passare al Nola con cui vince la Coppa Italia Allievi Regionali. In seguito viene notato dagli osservatori della Fiorentina, che nel 1996 lo aggrega al proprio settore giovanile.
Il 16 giugno 2001 – dopo due esperienze in prestito al Pisa e alla Rondinella – passa in comproprietà all'Empoli. Esordisce in Serie B il 16 settembre in Empoli-Sampdoria (0-2), subentrando nei minuti finali al posto di Maccarone. Mette a segno la sua prima rete in maglia azzurra il 2 giugno 2002 contro il Cosenza. Termina la stagione – conclusa con la promozione in massima serie – con 20 presenze e 1 rete. Il 26 giugno viene rinnovata la comproprietà tra le due società. Esordisce in Serie A il 6 novembre 2002 in Empoli-Inter (3-4), subentrando al 53' al posto di Massimiliano Cappellini e andando in rete a pochi istanti dal termine. In seguito del fallimento della Fiorentina, il cartellino diventa interamente dell'Empoli.
Il 16 agosto 2006 passa a titolo definitivo al Valencia. Esordisce con la nuova maglia il 22 novembre in Valencia-Olympiacos (2-0), valida per la fase a gironi di UEFA Champions League, sostituendo Angulo al 30' della ripresa. Esordisce in Liga quattro giorni dopo in Valencia-Real Madrid (0-1), subentrando al 73' a Miguel Pallardó.
Finito ai margini della rosa, il 4 gennaio 2007 passa in prestito oneroso con diritto di riscatto alla Roma, facendo ritorno in Italia. Esordisce in campionato il 21 gennaio contro il Livorno. Segna la sua prima rete con i giallorossi il 25 febbraio in Roma-Reggina (3-0). Al termine della stagione non viene riscattato, facendo ritorno al Valencia.
Il 1º luglio 2007 passa a titolo definitivo al Livorno. Sceglie la maglia numero 10. Esordisce in campionato il 25 agosto in Juventus-Livorno (5-1). Termina la stagione con 30 presenze e 10 reti, che non bastano ai labronici per salvarsi. Diventato capitano degli amaranto, il 30 agosto 2008 - all'esordio in campionato - mette a segno una tripletta in Avellino-Livorno (1-3), la prima in carriera. Chiude la stagione con 24 reti, laureandosi capocannoniere del campionato, trascinando gli amaranto in Serie A.
Il 25 ottobre 2009 una sua rete permette ai labronici di imporsi sulla Roma (0-1), ottenendo una vittoria allo Stadio Olimpico che ai toscani mancava da 62 anni.
Il 13 giugno 2011 torna all'Empoli, firmando un contratto biennale con opzione per il terzo. Il 3 dicembre scavalca Carlo Castellani nella classifica marcatori all-time azzurra, diventando il calciatore più prolifico di sempre della società toscana. Il 26 ottobre 2013 raggiunge quota 100 reti in Serie B. La rete è anche la numero 100 in maglia azzurra. Il 30 maggio 2014 i toscani si impongono 2-0 sul Pescara, ottenendo - dopo sei anni trascorsi in serie cadetta - la promozione nella massima serie. Il 17 gennaio 2015 viene premiato con una targa celebrativa per aver disputato 300 incontri in maglia azzurra. Il 19 febbraio prolunga il proprio contratto fino al 30 giugno 2016.
Rescisso il contratto con l'Empoli, il 12 luglio 2015 passa a parametro zero all'Avellino, sottoscrivendo un contratto valido fino al 2017. L'Empoli decide di ritirare in suo onore la maglia numero 10. Complice una condizione fisica non ottimale, dovuta a numerosi problemi fisici subiti nel corso della stagione, non riesce ad esprimersi su buoni livelli, concludendo l'annata con 3 reti in 22 apparizioni. Il 9 agosto rescinde il contratto con gli irpini.
L'11 agosto si accorda con il Prato in Lega Pro, firmando un contratto annuale con opzione di rinnovo. Il 28 luglio 2017 viene ingaggiato dalla Carrarese, in Serie C. Dopo aver trascorso una stagione al Prato in Serie D, il 13 luglio 2021 viene tesserato dal Ponsacco, formazione impegnata nel campionato di Eccellenza. Il 5 luglio 2022 si trasferisce al Tuttocuoio, in Eccellenza. Il 14 novembre si ritira, assumendo la guida tecnica della squadra.
Nel 2024 decide di continuare la sua carriera da calciatore, ripartendo dalla Gallianese, in Seconda Categoria toscana. Il 3 marzo 2024 segna la sua prima rete con la nuova maglia. Terminerà la sua breve esperienza con sole 3 presenze e 1 gol. Nell'estate 2024 conclude definitivamente la sua carriera di calciatore accettando il ruolo offerto dall'Empoli come collaboratore tecnico delle giovanili.

#### Nazionale
Il 30 aprile 2006 viene convocato per la prima volta in nazionale dal ct Marcello Lippi, per partecipare a uno stage insieme ad altri 29 pre-convocati per prendere parte ai Mondiali 2006, non venendo poi incluso nella lista dei 23 giocatori che parteciperanno alla vincente manifestazione.

### Allenatore
Il 14 novembre 2022 sostituisce Fabrizio Tazzioli alla guida del Tuttocuoio. in Eccellenza Toscana. Rimane in carica esattamente un anno, venendo esonerato il 14 novembre 2023.
Il 24 giugno 2024 assume ufficialmente il ruolo di collaboratore tecnico dell'Empoli Under 18.

## Statistiche

### Presenze e reti nei club
Statistiche aggiornate al 18 agosto 2024.
| Stagione          | Squadra           | Campionato        | Campionato | Campionato | Coppe nazionali | Coppe nazionali | Coppe nazionali | Coppe continentali | Coppe continentali | Coppe continentali | Altre coppe | Altre coppe | Altre coppe | Totale | Totale | Totale |
| Stagione          | Squadra           | Comp              | Pres       | Reti       | Comp            | Pres            | Reti            | Comp               | Pres               | Reti               | Comp        | Pres        | Reti        | Pres   | Reti   |        |
| ----------------- | ----------------- | ----------------- | ---------- | ---------- | --------------- | --------------- | --------------- | ------------------ | ------------------ | ------------------ | ----------- | ----------- | ----------- | ------ | ------ | ------ |
| 1999-gen. 2000    | Pisa              | C1                | 11         | 0          | CI-C            | 4               | 1               | -                  | -                  | -                  | -           | -           | -           | 15     | 1      |        |
| gen.-giu. 2000    | Rondinella        | C2                | 12+2       | 5+1        | CI-C            | 0               | 0               | -                  | -                  | -                  | -           | -           | -           | 14     | 6      |        |
| 2000-2001         | Rondinella        | C2                | 34         | 16         | CI-C            | 2               | 2               | -                  | -                  | -                  | -           | -           | -           | 36     | 18     |        |
| Totale Rondinella | Totale Rondinella | Totale Rondinella | 46+2       | 21+1       |                 | 2               | 2               |                    | -                  | -                  |             | -           | -           | 50     | 24     |        |
| 2001-2002         | Empoli            | B                 | 20         | 1          | CI              | 4               | 2               | -                  | -                  | -                  | -           | -           | -           | 24     | 3      |        |
| 2002-2003         | Empoli            | A                 | 24         | 3          | CI              | 6               | 1               | -                  | -                  | -                  | -           | -           | -           | 30     | 4      |        |
| 2003-2004         | Empoli            | A                 | 19         | 1          | CI              | 1               | 0               | -                  | -                  | -                  | -           | -           | -           | 20     | 1      |        |
| 2004-2005         | Empoli            | B                 | 42         | 19         | CI              | 3               | 1               | -                  | -                  | -                  | -           | -           | -           | 45     | 20     |        |
| 2005-2006         | Empoli            | A                 | 37         | 19         | CI              | 3               | 1               | -                  | -                  | -                  | -           | -           | -           | 40     | 20     |        |
| 2006-gen. 2007    | Valencia          | PD                | 3          | 0          | CR              | 1               | 0               | UCL                | 2                  | 0                  | -           | -           | -           | 6      | 0      |        |
| gen.-giu. 2007    | Roma              | A                 | 14         | 2          | CI              | 2               | 0               | UCL                | 0                  | 0                  | SI          | 0           | 0           | 16     | 2      |        |
| 2007-2008         | Livorno           | A                 | 30         | 10         | CI              | 1               | 1               | -                  | -                  | -                  | -           | -           | -           | 31     | 11     |        |
| 2008-2009         | Livorno           | B                 | 42+4       | 24+3       | CI              | 3               | 2               | -                  | -                  | -                  | -           | -           | -           | 49     | 29     |        |
| 2009-2010         | Livorno           | A                 | 24         | 4          | CI              | 1               | 0               | -                  | -                  | -                  | -           | -           | -           | 25     | 4      |        |
| 2010-2011         | Livorno           | B                 | 33         | 10         | CI              | 1               | 0               | -                  | -                  | -                  | -           | -           | -           | 34     | 10     |        |
| Totale Livorno    | Totale Livorno    | Totale Livorno    | 128+4      | 48+3       |                 | 6               | 3               |                    | -                  | -                  |             | -           | -           | 138    | 54     |        |
| 2011-2012         | Empoli            | B                 | 38+2       | 19+1       | CI              | 2               | 3               | -                  | -                  | -                  | -           | -           | -           | 42     | 23     |        |
| 2012-2013         | Empoli            | B                 | 36+4       | 21+2       | CI              | 0               | 0               | -                  | -                  | -                  | -           | -           | -           | 40     | 23     |        |
| 2013-2014         | Empoli            | B                 | 40         | 22         | CI              | 2               | 0               | -                  | -                  | -                  | -           | -           | -           | 42     | 22     |        |
| 2014-2015         | Empoli            | A                 | 26         | 2          | CI              | 2               | 2               | -                  | -                  | -                  | -           | -           | -           | 28     | 4      |        |
| Totale Empoli     | Totale Empoli     | Totale Empoli     | 282+6      | 107+3      |                 | 23              | 10              |                    | -                  | -                  |             | -           | -           | 311    | 120    |        |
| 2015-2016         | Avellino          | B                 | 22         | 3          | CI              | 2               | 1               | -                  | -                  | -                  | -           | -           | -           | 24     | 4      |        |
| 2016-2017         | Prato             | LP                | 26         | 6          | CI-LP           | 3               | 2               | -                  | -                  | -                  | -           | -           | -           | 29     | 8      |        |
| 2017-2018         | Carrarese         | C                 | 27+1       | 18         | CI-C            | 2               | 1               | -                  | -                  | -                  | -           | -           | -           | 30     | 19     |        |
| 2018-2019         | Carrarese         | C                 | 34+4       | 17+1       | CI+CI-C         | 1+2             | 0               | -                  | -                  | -                  | -           | -           | -           | 41     | 18     |        |
| 2019-2020         | Carrarese         | C                 | 18+1       | 4          | CI+CI-C         | 0+1             | 0               | -                  | -                  | -                  | -           | -           | -           | 20     | 4      |        |
| Totale Carrarese  | Totale Carrarese  | Totale Carrarese  | 79+6       | 39+1       |                 | 6               | 1               |                    | -                  | -                  |             | -           | -           | 91     | 41     |        |
| 2020-2021         | Prato             | D                 | 27+1       | 11+1       | -               | -               | -               | -                  | -                  | -                  | -           | -           | -           | 28     | 12     |        |
| Totale Prato      | Totale Prato      | Totale Prato      | 53+1       | 17+1       |                 | 3               | 2               |                    | -                  | -                  |             | -           | -           | 57     | 20     |        |
| 2021-2022         | Ponsacco          | Ecc.              | 20         | 10         | -               | -               | -               | -                  | -                  | -                  | -           | -           | -           | 20     | 10     |        |
| 2022-2023         | Tuttocuoio        | Ecc.              | 3          | 3          | -               | -               | -               | -                  | -                  | -                  | -           | -           | -           | 3      | 3      |        |
| gen.-giu. 2024    | Gallianese        | 2ª Categoria      | 3          | 1          | -               | -               | -               | -                  | -                  | -                  | -           | -           | -           | 3      | 1      |        |
| Totale carriera   | Totale carriera   | Totale carriera   | 679        | 257        |                 | 49              | 20              |                    | 2                  | 0                  |             | 0           | 0           | 731    | 276    |        |

### Statistiche da allenatore
Statistiche aggiornate al 12 novembre 2023.
| Stagione        | Squadra         | Campionato      | Campionato | Campionato | Campionato | Campionato | Coppe nazionali | Coppe nazionali | Coppe nazionali | Coppe nazionali | Coppe nazionali | Coppe continentali | Coppe continentali | Coppe continentali | Coppe continentali | Coppe continentali | Altre coppe | Altre coppe | Altre coppe | Altre coppe | Altre coppe | Totale | Totale | Totale | Totale | % Vittorie | Piazzamento     |
| Stagione        | Squadra         | Comp            | G          | V          | N          | P          | Comp            | G               | V               | N               | P               | Comp               | G                  | V                  | N                  | P                  | Comp        | G           | V           | N           | P           | G      | V      | N      | P      | %          | Piazzamento     |
| --------------- | --------------- | --------------- | ---------- | ---------- | ---------- | ---------- | --------------- | --------------- | --------------- | --------------- | --------------- | ------------------ | ------------------ | ------------------ | ------------------ | ------------------ | ----------- | ----------- | ----------- | ----------- | ----------- | ------ | ------ | ------ | ------ | ---------- | --------------- |
| 2022-2023       | Tuttocuoio      | Ecc.            | 20+1       | 6+1        | 5          | 9          | CI-Dil          | -               | -               | -               | -               | -                  | -                  | -                  | -                  | -                  | -           | -           | -           | -           | -           | 21     | 7      | 5      | 9      | 33,33      | subentrato, 13º |
| 2023-2024       | Tuttocuoio      | Ecc.            | 10         | 5          | 2          | 3          | CI-Dil          | 2               | 1               | 0               | 1               | -                  | -                  | -                  | -                  | -                  | -           | -           | -           | -           | -           | 12     | 6      | 2      | 4      | 50,00      | esonerato       |
| Totale carriera | Totale carriera | Totale carriera | 31         | 12         | 7          | 12         |                 | 2               | 1               | 0               | 1               |                    | -                  | -                  | -                  | -                  |             | -           | -           | -           | -           | 33     | 13     | 7      | 13     | 39,39      |                 |

### Record

#### Con l'Empoli
- Calciatore ad aver segnato più gol nella storia dell'Empoli (120).[83]

## Palmarès

### Giocatore

#### Club

##### Competizioni giovanili
- Coppa Italia Allievi Regionali: 1

Nola: 1995-1996

##### Competizioni nazionali
- Campionato italiano di Serie B: 1

Empoli: 2004-2005

Competizioni regionali
Seconda Categoria: 1
Gallianese: 2023-2024

- Coppa Italia: 1

Roma: 2006-2007

#### Individuale
- Capocannoniere della Serie C2: 1

2000-2001 (16 gol)
- Capocannoniere della Serie B: 1

2008-2009 (24 gol)
- Capocannoniere della Serie C: 1

2018-2019 (17 gol)